# Adelio Diamante
Adelio Diamante (Veronella, 6 gennaio 1951) è un ex mezzofondista italiano.

## Biografia
Terminata la carriera da mezzofondista è stato per molti anni preparatore atletico di squadre di calcio italiane di Serie A, principalmente in collaborazione con l'allenatore Francesco Guidolin; in carriera ha stabilito inoltre tre primati nazionali juniores: uno sui 1000 metri nella categoria juniores (2'25"), uno sugli 800 metri (1'49"20) ed uno sui 1500 metri (3'41"70).

## Campionati nazionali
1971
- Oro ai campionati italiani assoluti, staffetta 4x800 m piani - 7'31"4

1972
- Oro ai campionati italiani assoluti, staffetta 4x800 m piani - 7'51"8

1973
- Oro ai campionati italiani assoluti, staffetta 4x800 m piani - 7'32"8
- Oro ai campionati italiani assoluti indoor, 1500 m piani - 3'48"8
- Oro ai campionati italiani assoluti indoor, staffetta 3x4 giri - 5'40"2
- Oro ai campionati italiani universitari, 1500 m piani - 3'52"0[2]

1974
- Oro ai campionati italiani assoluti, staffetta 4x800 m piani - 7'32"3

1977
- Oro ai campionati italiani assoluti indoor, 1500 m piani - 3'48"41